# Patrick Kypson
Patrick Kypson (* 28. Oktober 1999 in Durham, North Carolina) ist ein US-amerikanischer Tennisspieler.

## Karriere

### Juniortour
Patrick Kypson erreichte im Juli 2017 mit dem 18. Rang sein bestes Ergebnis in der Juniorenrangliste. 2016 schaffte er bei den US Open als Qualifikant den Einzug ins Viertelfinale, das er gegen den späteren Sieger Félix Auger-Aliassime verlor. In Wimbledon schaffte er 2017 den Einzug ins Halbfinale, in dem er ebenfalls gegen den späteren Turniersieger Alejandro Davidovich Fokina in zwei Sätzen unterlag. Er trainiert am Trainingsstützpunkt nahe Orlando mit einem experimentellen Programm für Juniorenspieler, das unter anderem von dem früheren Weltranglistenersten Ivan Lendl eingeführt wurde.

### Profitour
Auf der Profitour bestritt Kypson bereits als 16-Jähriger erste Spiele auf der ITF Future Tour. Auf dieser konnte er bisher einen Doppeltitel gewinnen.
Zu seinem Grand-Slam-Debüt kam er 2017 bei den US Open. Nachdem er bei den nationalen U18-Meisterschaften das Finale gegen J. J. Wolf in fünf Sätzen gewinnen konnte, erhielt er eine Wildcard für das Einzelfeld. Er verlor sein Auftaktmatch gegen den spanischen Qualifikanten Adrián Menéndez in drei Sätzen.

## Erfolge
| Legende (Anzahl der Siege) |
| Grand Slam                 |
| ATP Finals                 |
| ATP Tour Masters 1000      |
| ATP Tour 500               |
| ATP Tour 250               |
| ATP Challenger Tour (5)    |

### Einzel

#### Turniersiege
| Nr. | Datum             | Turnier     | Belag         | Finalgegner    | Ergebnis      |
| --- | ----------------- | ----------- | ------------- | -------------- | ------------- |
| 1.  | 1. Juli 2023      | Medellín    | Sand          | Benjamin Lock  | 6:3, 6:3      |
| 2.  | 19. November 2023 | Champaign   | Hartplatz (i) | Alex Michelsen | 6:4, 6:3      |
| 3.  | 4. Februar 2024   | Cleveland   | Hartplatz (i) | Ethan Quinn    | 4:6, 6:3, 6:2 |
| 4.  | 17. Mai 2025      | Bogotá      | Sand          | Pedro Sakamoto | 6:1, 6:3      |
| 5.  | 1. Juni 2025      | Little Rock | Hartplatz     | Michael Zheng  | 6:1, 1:6, 7:5 |